# Кампала
Кампала (на английски: Kampala) е столицата на Република Уганда. Името на града е производно от импала’ – вид африканска газела.
Градът е разположен в южната част на страната, в близост до голямото африканско езеро Виктория. Изграден е върху 10 хълма, като източните му квартали са разположени на брега на езерото. Населението на града наброява 1 208 544 жители (2002). Кампала е сред най-зелените градове на Африка.
След провъзгласяването на Уганда за независима държава на 9 октомври 1962 година Кампала е обявен за нейна столица. Градът е търговско-промишлен и политически център на страната. Там са резиденциите на държавния глава, правителството, националната банка и др. Външният вид на града е доста привлекателен. Сградите представляват смесица от различни архитектурни стилове, характерни за африканските, европейските и азиатските страни. Новите райони на града са застроени предимно в европейски вид, с много зеленина и добре изградена шосейна мрежа. Има много църкви, джамии и индуистки храмове. Там се намира и националният университет. На хълма Накасер, заобиколен от палми, е разположен парламентът. В близост е изграден красив парк. На входа на парка се издига паметник, символизиращ извоюването на независимостта на страната.
Националният музей в Кампала предлага етноложки и природонаучни експозиции, както и интересна колекция от народни музикални инструменти. Там се намират Центърът за археологически изследвания и гробницата на кралете на Буганда – старото кралство на народа ганда в Уганда.

## Икономика
Важна роля в икономиката играе първичната обработка на селскостопанска продукция – кафе, чай, тютюн и др. В последните години силно са застъпени леката промишленост, производството на кожи, мебели, хранително-вкусовата, текстилната, химическата и фармацевтичната промишленост. Застъпени са също металообработването, дървопреработване и други отрасли от промишлеността.
Има завод за обогатяване на медна руда, както и заводи за строителни материали и керамика.
Транспорт
Кампала е голям железопътен център на линията към важния пристанищен град Момбаса. Няколко автомагистрали свързват столицата с други градове. На около 10 километра от Кампала има международно летище.
Важно икономическо значение има и транспортът по езерото Виктория.
Туризъм
Кампала е привлекателна туристическа дестинация за туристи от Европа, Азия и Северна Америка. Екзотичния вид на града и близостта на езерото Виктория ежегодно привличат стотици туристи. Има добре уредени хотели и мотели.

## Известни личности
Родени в Кампала
- Годфри Бинайса (1920 – 2010), политик
- Йогеш Мехта (р. 1954), индийски бизнесмен